# Kolberger Ablage
Kolberger Ablage ist ein Wohnplatz von Kolberg, einem Ortsteil der Gemeinde Heidesee im Landkreis Dahme-Spreewald im Land Brandenburg.
Der Wohnplatz liegt südwestlich des Ortsteils Kolberg und grenzt im Nordwesten an den Langen See. Südwestlich grenzt mit Prieros ein weiterer Ortsteil von Heidesee an die Gemarkung. Die Wohnbebauung erstreckt sich im Wesentlichen entlang der Straße Zum Langen See, die von Südwesten von Prieros aus kommend in nordöstlicher Richtung in das historische Dorfzentrum von Kolberg führt. An der Grenze zu Prieros entwässert der Laichgraben in den Langen See.